# Batman/Hellboy/Starman
Batman/Hellboy/Starman é uma revista em quadrinhos crossover norte-americana escrita por James Robinson, com desenho de Mike Mignola e publicada pelas editoras DC Comics e Dark Horse Comics em 1999. Os principais personagens envolvidos na história  são os super-heróis Batman e Starman, da DC Comics; e Hellboy, publicado pela Dark Horse. A história foi publicada três vezes no Brasil, pela Mythos Editora e Panini Comics.
A trama se desenrola com a busca de uma facção neonazista, chamada de Cavaleiros de Outubro, de invocar uma divindade ancestral na floresta amazônica. O Batman envolve-se quando membros desta facção aparecem em Gotham City para sequestrar Ted Knight, o Starman original. O Homem-Morcego terá que trabalhar em parceria com o detetive sobrenatural Hellboy, e com Jack Knight, filho de Ted, e o atual Starman.